# Cirurgia
La cirurgia (del grec χειρουργιά - lit. "treball manual") és una pràctica terapèutica que implica manipulació i que pressuposa l'accés a l'interior de l'organisme a través de perforació o incisió a la pell. S'aplica a les activitats cruentes la finalitat de les quals és reparar o pal·liar mitjançant maniobres manipulatives ajudades per diversos instruments el dany causat per certes malalties o altres agents. Un metge especialitzat en aquesta disciplina és un cirurgià.
A diferència de la patologia interna, la patologia externa - (termes equivalents en desús que van derivar en Medicina Interna i Cirurgia)- es refereix a les malalties estructurals on té aplicació la cirurgia, i s'agrupen bàsicament en:
1. Estructura perforada o sagnant.
2. Estructura (víscera) closa.
3. Estructura anormal = Massa (tumor quasi sempre, però pot ser un aneurisma o meningioma).
4. Dolor (finalment pot ser l'únic mitjà de pal·liar-lo -radiculotomia p. ex.-).

És important ressaltar que la cirurgia en moltíssimes ocasions no ha de representar l'última alternativa, sinó la d'elecció, sota pena de practicar un maneig tardà d'un problema, (açò és especialment vàlid en cirurgia de mamella).

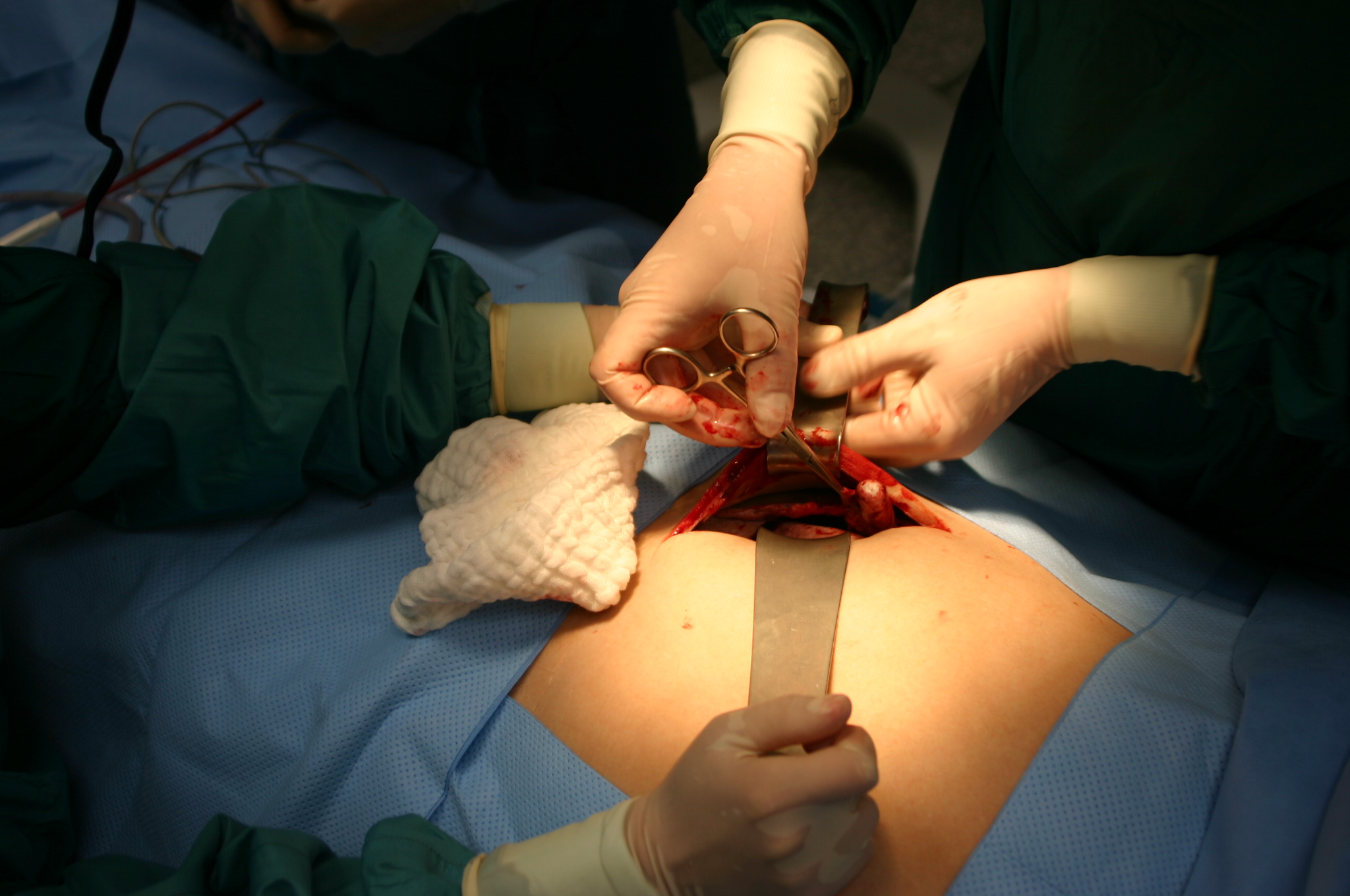

Hieronymus Fabricius, Operationes chirurgicae, 1685

## Història
L'origen d'aquest mot prové del grec (xeir, mà i ergon, treball). Si la medicina és l'art de curar, la cirurgia és l'art de curar amb les mans.
Definició de diccionari: "Branca de la medicina que té la finalitat de curar les malalties amb manipulacions que són l'essència de la tècnica quirúrgica i que clàssicament eren: tall o secció, hemostàsia, dissecció i sutura."

### Antiguitat
A l'època dels antics romans i grecs la cirurgia va ser considerada com la tercera part de l'art mèdic. Cels a un dels seus llibres explicava: " La tercera part de l'art mèdic és la de curar amb la mà. No s'utilitzen medicaments ni dietes, s'actua amb la mà ".
Els cirurgians i els metges varen conviure sense massa problemes, fins que en un moment determinat la filosofia s'apropia de la medicina i els metges es converteixen en filòsofs que reflexionaven sobre les malalties i en les seves actuacions predominava la retòrica, la terapèutica per la paraula.
Això comportà que la terapèutica per la mà va passar a ciutadans d'inferior categoria. Galè un dels grans metges de la història va ser un famós metge i cirurgià de gladiadors mentre estava a Pèrgam, però quan es va traslladar a Roma es va convertir en metge de l'aristocràcia i dels emperadors i va deixar la cirurgia.
Progressivament es va anar produint una separació entre medicina i cirurgia que durà ben bé fins al segle xvi.
Per exemple l'any 1240 l'emperador Frederic II estableix un pla d'estudis pels cirurgians més reduït que per als metges. És a dir, l'art manual no mereixia consideració de saber científic. És tota l'època dels cirurgians barbers, obrers manuals, no clergues, que no sabien llatí i que per altra part la seva destresa amb la navalla d'afaitar els feia aptes per desbridar abscessos i extirpar tumoracions, però no tenien cap preparació mèdica teòrica.

### Renaixement
A partir del Renaixement al segle xvi tant els treballs anatòmics de Vesalio com l'obra de Ambroise Paré són el punt de partida del nou concepte de la cirurgia, basada en coneixements anatòmics i en l'aprenentatge als hospitals. De fet Paré va ser cirurgià barber, fins que es va traslladar a Paris i va entrar a treballar a l'Hôtel-Dieu.
La renovació quirúrgica es va produir també a Anglaterra, Itàlia, Alemanya i Espanya, on va destacar Virgili, que l'any 1748 va fundar el Reial Col·legi de Cirurgia a Cadis i l'any 1760 a Barcelona.
La ciència bàsica de la Medicina i particularment de la Cirurgia havia estat l'Anatomia.
Al segle xviii se li va afegir l'Anatomia Patològica (Morgagni) i la cirurgia experimental (John Hunter).

### Seglexix
Finalment al segle xix el desenvolupament de la Fisiologia (Claude Bernard) i sobretot l'aparició de la Microbiologia (Pasteur i Koch) van canviar per complet el plantejament de les malalties internes.
La cirurgia va quedar establerta com la ciència de les malalties externes, la situació a l'inici del segle xix era que l'acte quirúrgic continuava sent difícil i d'un ris elevat, amb mortalitat entre el 50 i el 70% dels pacients operats. Problemes: tres, el dolor, la infecció i l'hemorràgia.

#### Dolor
Per reduir el dolor dels pacients s'utilitzava fred, alcohol, opi, hachís, diverses plantes com el beleño, el cáñamo indi...
Al segle xix es van anar introduint i provant diverses substàncies com l'òxid nitrós, l'èter sulfúric i el cloroformo, aquest últim va ser molt utilitzat fins ben entrat el segle xx.

#### Infecció
La persona més coneguda en aquest aspecte és Lister que va començar a tractar les ferides amb substàncies antisèptiques, amb àcid fènic, solucions d'oli fenicat... Però les teories de Lister es basaven a considerar totes les ferides com infectades i en canvi un aspecte molt important va ser la introducció del concepte d'asèpsia, a instàncies de les recomanacions de Pasteur respecte a la necessitat de rentar-se les mans els cirurgians i d'utilitzar material exposat a altes temperatures.

#### Hemorràgia
Sempre s'havia utilitzat la cauterització dels vasos sagnants i a partir de Paré s'imposà la lligadura dels vasos, posteriorment es van anar introduint pinces hemostàtiques.
Cal assenyalar que la primera transfusió de sang humana, de la qual es té notícia data de 1825 (Syng a Philadelphia). Abans s'havia provat amb sang d'ovella l'any 1667 a França, però va estar prohibida pel cos mèdic de Paris i també a Itàlia.
Però no va ser fins al 1900 que es van descobrir els tipus sanguinis A,B,0 i fins al 1940 no es va poder disposar de tècniques de compatibilitat creuada, anticoagulació i conservació de la sang.

### Segle XX
Els últims anys del segle xix i els primers del XX es van caracteritzar per l'activitat de grans cirurgians, que amb els coneixements que tenien de l'asèpsia, l'antisèpsia, l'anestèsia i el perfeccionament quirúrgic que anaven incrementant van realitzar per primer cop operacions que fins aleshores no s'havien fet mai: gastrectomia (1885), colecistectomia (1882), apendicectomia (finals del segle xix), toracoplàstia, tiroidectomia, tumors hipofisiaris, sutures vasculars, tractament quirúrgic dels aneurismes...

### Tractats de cirurgia
Les obres escrites sobre cirurgia formen part de la història d'aqueixa però poden ser classificades i estudiades a part.
- 1534 aC. El papir Ebers,[1] conservat a la universitat de Leipzig, és considerat un dels tractats de medicina més antics coneguts. La seva elaboració es data entorn de l'any 1534 aC[2] i la seva longitud és d'uns 20 metres. Inclou receptes, una farmacopea i la descripció de nombroses malalties, així com alguns tractaments cosmètics. Sobre cirurgia existeixen alguns esments al tractament de les mossegades de cocodril o de les cremades. Recomanava el drenatge de les inflors grasses, encara que advertia que determinades patologies de la pell no havien de ser tocades.

- 1180. Rogerius Frugardi.[3]

- c 1230. Teodorico Borgognoni ; Chirurgia.[4][5]

- 1363. Gui de Chaulhac. Chirurgia Magna.[6][7][8]

- c 1490. Guillem de Salicet ; Cyrurgia.[9][10]

### Cirurgia actual i perspectives de futur
La Segona Guerra Mundial va representar per a la Cirurgia la necessitat, no tan sols de millorar cada cop més l'habilitat manual, sinó de solucionar també els problemes metabòlics associats a les malalties quirúrgiques i els que s'originen a conseqüència de la pròpia acció quirúrgica.
Així apareixen l'equilibri hidroelectrolític, la resposta neuroendocrina a l'agressió, el xoc, la composició corporal, la nutrició i la immunologia.
El punt de partida va ser l'any 1952 amb la publicació per part de Francis Moore del seu llibre "Metabolic Care of Surgical Patient" 
Finalment en la cirurgia actual ha desaparegut ja el cirurgià general, que tractava qualsevol malaltia quirúrgica des d'una fractura a una peritonitis i estan perfectament establertes totes les especialitats quirúrgiques (neurocirurgia, cirurgia vascular, traumatologia, cirurgia plàstica, etc.) 
L'especialitat anomenada Cirurgia General i de l'Aparell Digestiu és, potser, la més semblant als antics cirurgians clàssics, però en la majoria d'hospitals es dediquen a l'Aparell Digestiu, la patologia quirúrgica endocrina, inclosa la glàndula mamaria i el tractament de les hèrnies de la paret abdominal.
Capítol especial és el del trasplantament d'òrgans, del que, malgrat que estan íntimament involucrades altres especialitats com la Immunologia, la Microbiologia, les Malalties Infeccioses, les diverses especialitats (Nefrologia, Cardiologia, Pneumologia, Hepatologia, etc.) la base de la seva evolució ha estat sempre en la Cirurgia, essent els cirurgians els grans impulsors dels avenços en aquest camp tan atractiu i important de la Medicina.

### Perspectives
Les perspectives de futur en l'evolució de la cirurgia són: 
- Consolidació de la cirurgia mínimament invasiva: practicar operacions majors a través d'incisions petites mitjançant tècniques d'imatge d'alta tecnologia. També anomenada cirurgia vídeo-assistida, endoscòpica o laparoscòpica. La presència de la robòtica a les sales d'operacions, encomanant determinades tècniques quirúrgiques, especialment delicades, a robots.

- L'aparició de les especialitats dintre de les especialitats, per exemple: cirurgians de colon o de fetge o d'esòfag dintre de l'aparell digestiu, de genoll, columna vertebral o mà dintre de l'ortopèdia, etc.

- Predomini de la ciència sobre l'art, entès com l'acció manual o instrumental més o menys espectacular. El tractament quirúrgic ha d'estar basat en les proves científiques, igual que els tractaments farmacològics i els cirurgians, especialment els universitaris, han de promoure treballs d'investigació clínica quirúrgica per avaluar científicament les seves tècniques i per sobre de tot els seus resultats.

- Treball en equip, multidisciplinari, amb metges d'especialitats relacionades amb les malalties que haurà de tractar cada cirurgià. És la integració de les diverses disciplines: per exemple la cardiologia i la cirurgia cardíaca, l'hepatologia i la cirurgia de l'aparell digestiu, la pneumologia i la cirurgia toràcica, la neurologia i la neurocirurgia, etc. I a més amb les disciplines bàsiques especialment el diagnòstic per la imatge i l'anatomia patològica.

## Formació del cirurgià
L'actual sistema de formació de cirurgians basat en la residència als hospitals va ser establerta ja per Langenbeck al segle xix a Alemanya. Entre els seus deixebles cal destacar a Billroth i Kocher.
Als Estats Units aquest sistema de formació dels cirurgians el varen introduir Halsted i Osler també a finals del segle xix.
Els canvis que s'han anat produint amb els anys als diferents països han estat especialment en l'aspecte de la contractació laboral, la duració del període de formació, el sistema d'entrada, l'avaluació final, etc.
A Espanya el sistema de formació d'especialistes s'inicia l'any 1968 a Madrid, Barcelona i Astúries.
Actualment està basat amb tres aspectes fonamentals:
1.Examen d'entrada. Examen M.I.R. que en general, malgrat que algunes opinions són partidàries d'un examen selectiu per especialitats mèdiques, quirúrgiques i bàsiques o centrals.
2.Contracte laboral amb dedicació exclusiva. Programa establert de formació amb ensenyament teòric i pràctic.
3.Control de la formació per la Comissió Nacional de cada especialitat, que és la que concedeix als determinats Serveis quirúrgics l'acreditació per a la docència.
- Un aspecte que no es contempla és l'avaluació final en forma d'examen, però cada hospital realitza les avaluacions anuals periòdiques i al final del període de residència i pot denegar l'obtenció del títol d'especialista si el resident no ha complert els objectius del seu programa formatiu.

## Cirurgia laparoscòpica
És una tècnica quirúrgica que es practica a través de xicotetes incisions, usant l'assistència d'una càmera de vídeo que permet a l'equip mèdic veure el camp quirúrgic dins del pacient i accionar en el mateix.
S'anomena a aquestes tècniques mínim-invasives o de mínima invasió, ja que eviten els grans talls de bisturí requerits per la cirurgia oberta o convencional i possibiliten, per tant, un període postoperatori molt més ràpid i confortable.

## Consideracions
Hi ha diverses per al públic llec i mèdic, com per exemple que una CirLap electiva, pot i ha de convertir-se en oberta quan el temps recomanat i les troballes dificulten la seua realització (i persistir-hi pose en perill al pacient, per sagnat, lesió d'altres òrgans, etc.); i és universalment considerat que la conversió no es considera un fracàs, sinó una aplicació del criteri de seguretat, davant el que no s'ha de vacil·lar a prendre la decisió.
Una altra situació és que en el cas d'hernioplàstia inguinal la grandària de la incisió estàndard i l'habitual perícia del cirurgià, són superiors al cost que representa la tècnica laparoscòpica i la seua implementació, que és molt alt respecte a la cirurgia oberta tradicional, i només es reserva aquesta per a les situacions de recidiva recurrent, o que la mínima comoditat extra sigui pagada per un assegurança mèdica.